# Cremastocheilus
Cremastocheilus Knoch, 1801 è un genere di coleotteri della sottofamiglia Cetoniinae (Scarabaeidae). Comprende circa 45 specie mirmecofile  diffuse in Nord America.